# Hydromantes platycephalus
Hydromantes platycephalus е вид земноводно от семейство Plethodontidae.

## Разпространение
Видът е разпространен в САЩ (Калифорния).